# Duarte do Amaral Pinto de Freitas
Duarte do Amaral Pinto de Freitas CmC • CvNSC (Guimarães, São Sebastião, Casa do Guardal, 7 de Maio de 1871 – Guimarães, Oliveira do Castelo, 29 de Janeiro de 1964) foi um militar e político português.

## Família
Nasceu em Guimarães, freguesia de São Sebastião, a 7 de maio de 1871.
Filho de Francisco Pinto de Carvalho do Amaral e Freitas (Guimarães, São Sebastião, Casa do Guardal, 20 de Junho de 1825 – Guimarães, São Sebastião, 1 de Abril de 1884), Senhor da Casa de Guardal, da Casa da Caldeiroa, do Paço Meão e da Casa do Barreiro, Fidalgo Cavaleiro da Casa Real e Juiz, e de sua mulher (Guimarães, São Sebastião, 3 de Março de 1867) Maria Arminda Leite Sampaio do Amaral (Felgueiras, Vila Fria, Casa da Eira, 20 de Novembro de 1846 – Guimarães, 2 de Maio de 1914), Senhora da Casa da Eira em Felgueiras, e neto paterno de João Pinto de Carvalho Teixeira de Sousa da Silva e de sua mulher Maria da Alegria Peixoto do Amaral e Freitas.

## Biografia
Senhor da Casa de Salgueiro, em Santo Adrião, Vila Nova de Famalicão, da Casa da Eira, em Vila Fria, Felgueiras, e da Casa de Castelães, em Guimarães.
Coronel de Infantaria, Comandante Militar do Distrito de Braga e das Forças do Norte que dominaram a Revolta de Fevereiro de 1927, antigo Presidente da Câmara Municipal de Guimarães, Diretor e Presidente da Sociedade Martins Sarmento.
Cavaleiro da Ordem de Nossa Senhora da Conceição de Vila Viçosa e Grande-Oficial da Ordem Militar de Avis, condecorado com a Ordem do Elefante Branco do Sião e com as Medalhas Comemorativas das Campanhas de África (Angola e Moçambique), onde serviu sob as ordens de Joaquim Augusto Mouzinho de Albuquerque, etc.

## Casamento e descendência
Casou em Guimarães, Oliveira do Castelo, na Igreja de São Miguel do Castelo, a 5 de Maio de 1899 com Ana Mendes Ribeiro de Oliveira (Guimarães, São Sebastião, 28 de Outubro de 1877 – Felgueiras, Vila Fria, Casa da Eira, 7 de Março de 1956), filha de António Mendes Ribeiro (Guimarães, São Sebastião, 5 de Março de 1817 – Guimarães, São Sebastião, 31 de Março de 1887), Industrial, Diretor do Banco Comercial de Guimarães, Vereador da Câmara Municipal de Guimarães, etc., Comendador da Ordem Militar de Cristo e Comendador da Ordem de Nossa Senhora da Conceição de Vila Viçosa, e de sua segunda mulher Francisca Augusta de Oliveira (Guimarães, São Paio, 19 de Setembro de 1839 – 6 de Julho de 1879). Foi seu filho Duarte Pinto de Carvalho de Freitas do Amaral.

## Morte
Morreu em Guimarães, freguesia de Oliveira do Castelo, a 29 de janeiro de 1964.